# Cusance
Cusance est une commune française située dans le département du Doubs, la région culturelle et historique de Franche-Comté et la région administrative Bourgogne-Franche-Comté.
Ses habitants sont appelés les Vauliers et Vaulières.

## Géographie

### Toponymie
Cusantia en 1275 ; Cusance en 1107 ; Cusancia au XVe siècle.
Hameaux : Mont-Millot ; Mont-Noirot ; Val-de-Cusance.
La source du Cusancin se trouve dans la commune, au fond de la reculée de Val-de-Cusance. D'une racine hydronymique préceltique *cus-. Voir aussi le Cousin.

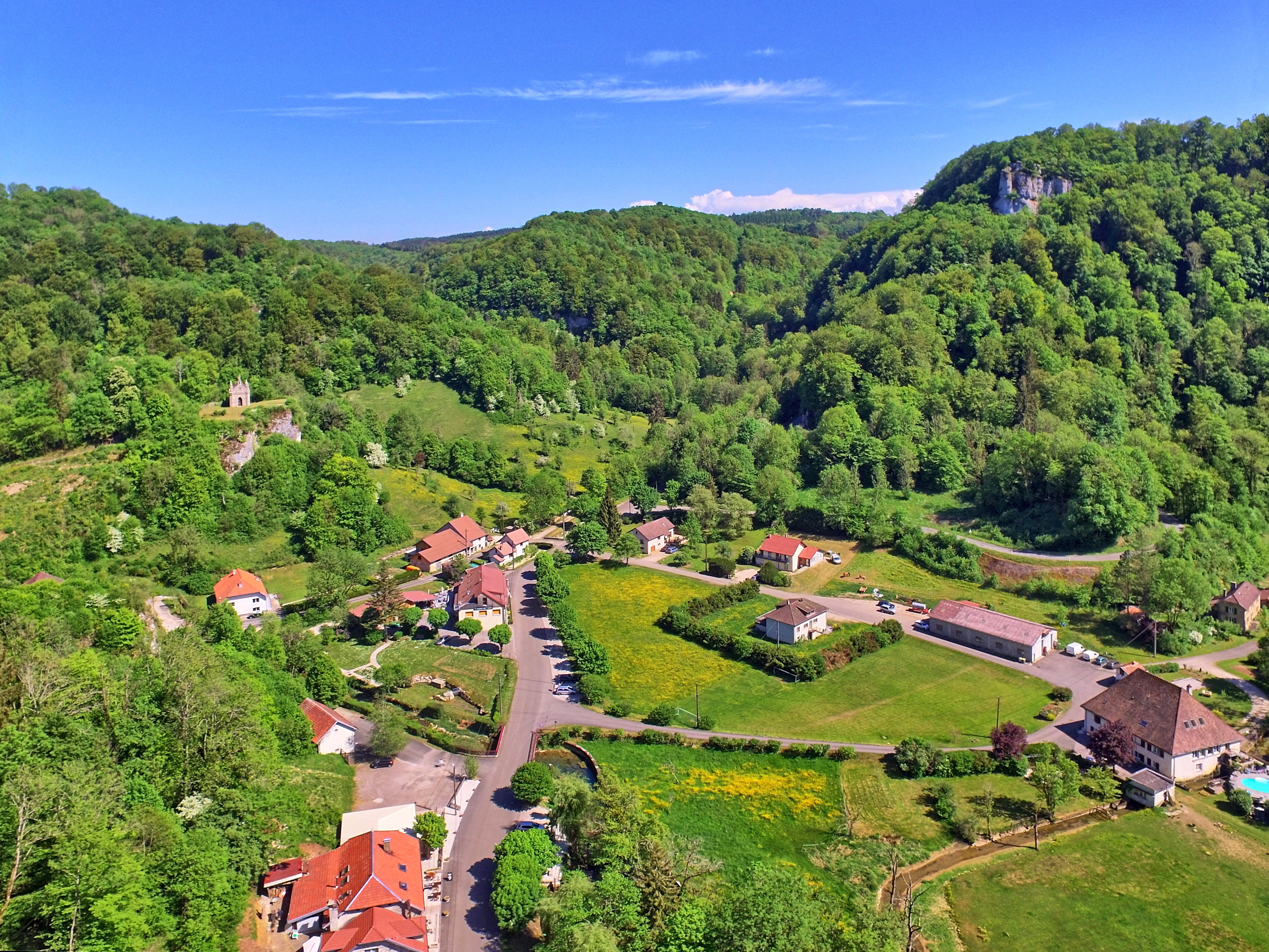
La reculée du Val-de-Cusance.

### Climat
Pour des articles plus généraux, voir Climat de la Bourgogne-Franche-Comté et Climat du Doubs.
En 2010, le climat de la commune est de type climat de montagne, selon une étude du Centre national de la recherche scientifique s'appuyant sur une série de données couvrant la période 1971-2000. En 2020, Météo-France publie une typologie des climats de la France métropolitaine dans laquelle la commune est exposée à un climat semi-continental et est dans la région climatique Jura, caractérisée par une forte pluviométrie en toutes saisons (1 000 à 1 500 mm/an), des hivers rigoureux et un ensoleillement médiocre.
Pour la période 1971-2000, la température annuelle moyenne est de 10 °C, avec une amplitude thermique annuelle de 17,2 °C. Le cumul annuel moyen de précipitations est de 1 264 mm, avec 12,4 jours de précipitations en janvier et 10,5 jours en juillet. Pour la période 1991-2020, la température moyenne annuelle observée sur la station météorologique de Météo-France la plus proche, « Branne_sapc », sur la commune de Branne à 6 km à vol d'oiseau, est de 11,1 °C et le cumul annuel moyen de précipitations est de 1 127,0 mm. 
La température maximale relevée sur cette station est de 39 °C, atteinte le 7 août 2015 ; la température minimale est de −19,8 °C, atteinte le 20 décembre 2009,,.
Les paramètres climatiques de la commune ont été estimés pour le milieu du siècle (2041-2070) selon différents scénarios d'émission de gaz à effet de serre à partir des nouvelles projections climatiques de référence DRIAS-2020. Ils sont consultables sur un site dédié publié par Météo-France en novembre 2022.

## Urbanisme

### Typologie
Au 1er janvier 2024, Cusance est catégorisée commune rurale à habitat très dispersé, selon la nouvelle grille communale de densité à 7 niveaux définie par l'Insee en 2022.
Elle est située hors unité urbaine et hors attraction des villes,.

### Occupation des sols
L'occupation des sols de la commune, telle qu'elle ressort de la base de données européenne d’occupation biophysique des sols Corine Land Cover (CLC), est marquée par l'importance des forêts et milieux semi-naturels (64 % en 2018), une proportion identique à celle de 1990 (64 %). La répartition détaillée en 2018 est la suivante :
forêts (64 %), zones agricoles hétérogènes (20,7 %), prairies (15,3 %). L'évolution de l’occupation des sols de la commune et de ses infrastructures peut être observée sur les différentes représentations cartographiques du territoire : la carte de Cassini (XVIIIe siècle), la carte d'état-major (1820-1866) et les cartes ou photos aériennes de l'IGN pour la période actuelle (1950 à aujourd'hui).

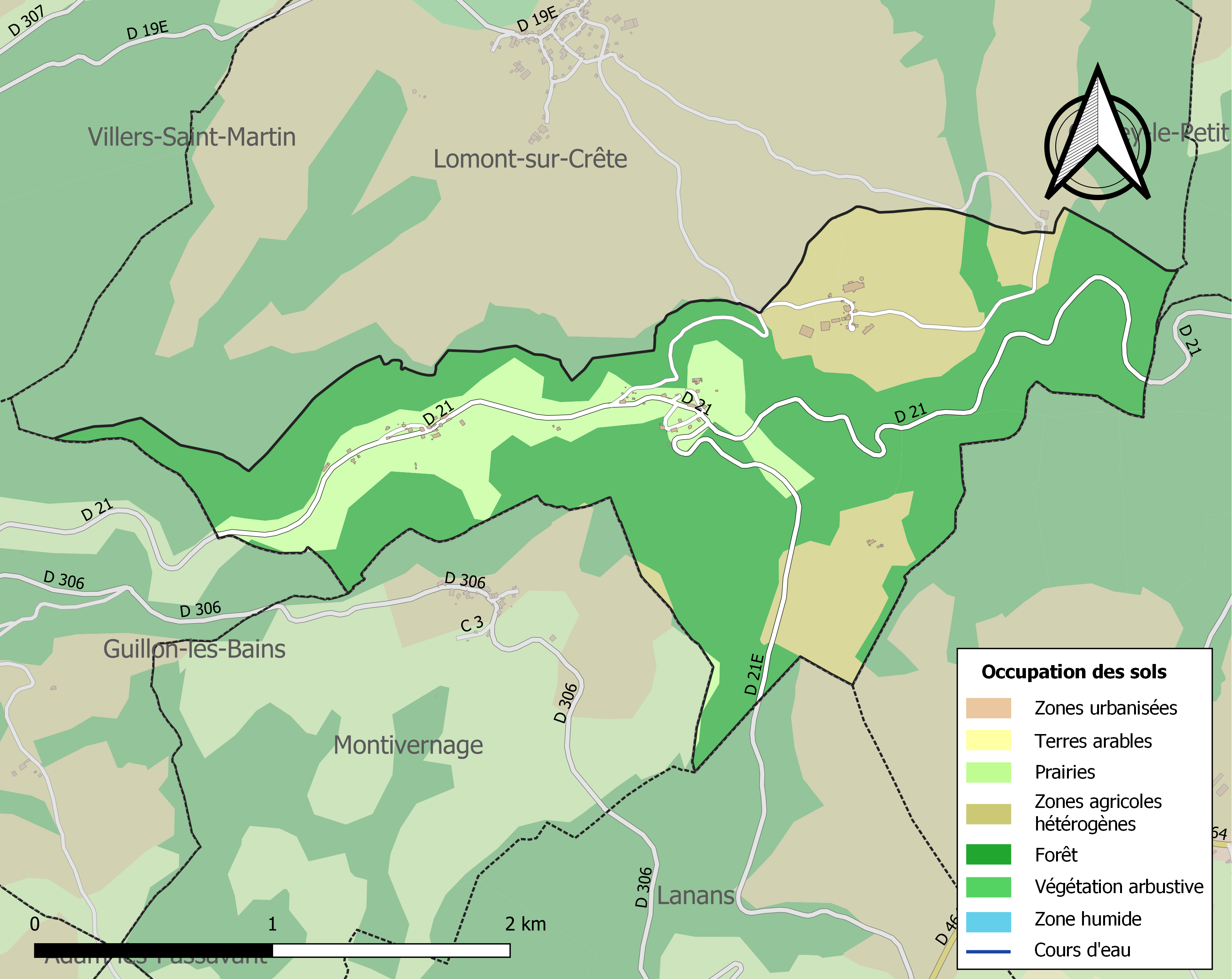
Carte des infrastructures et de l'occupation des sols de la commune en 2018 (CLC).

## Histoire

Armes de la famille de Cusance : D'or à l'aigle de gueules (béquée et membrée d'azur).

Ermenfroy aurait fondé, à Cusance vers 632, un monastère d'une vingtaine de moines. Celui-ci accueillait les étrangers et malades. La seigneurie puis baronnie de Cusance tirerait son origine de Saint Ermenfroy de Cusance et de son frère Vandelin vivant tous deux au VIIe siècle. La famille noble, dite de Cusance, va prendre une grande importance dans la région des montagnes du Jura lors du mariage de Jean de Cusance avec Isabelle de Belvoir, fille de Thiébaud III de Belvoir et sœur de Henri de Belvoir, dernier de ce nom. Sans héritier, ce dernier léguera à son neveu Vauthier de Cusance dit « le Petit Vauthier » ses seigneuries de Belvoir, de Saint-Julien en Montagne et du château de la Baume à Sancey.
Les Cusance garderont Cusance plus Belvoir (sauf, pour Cusance, une interruption entre la 2e moitié du XVe siècle et 1616 : les La Palu(d) et les Rye-La Palud (Neublans > branche de Rye), puis les Châteauvieux de Fromente, les Montluel de Châteaufort, enfin les d'Enskerque de Vellemoz, exerçant alors la seigneurie) jusqu'à l'héritière Béatrice de Cusance (1614-1663), 2e épouse du duc Charles IV de Lorraine. Leurs descendants Lorraine-Elbeuf-Lillebonne, Melun, Rohan-Soubise et Rohan-Guéméné leur succèdent jusqu'au XIXe siècle.
La Chapelle, surplombant le village, a été construite en 1880 par l'abbé Dallay, curé de Cusance, avec les pierres du château féodal du XIIème siècle, situé à proximité, démantelé par Louis XIV. 
Cusance est la dernière commune à avoir été reliée au réseau d'eau courante à domicile (eau du robinet) en France, dans les années 1980.

## Politique et administration
| Période                                  | Période  | Identité                                      | Étiquette | Qualité     |
| ---------------------------------------- | -------- | --------------------------------------------- | --------- | ----------- |
| mars 2008                                | 2014     | Gilbert Mascarello                            |           |             |
| mars 2014                                | En cours | Nicole Gloriod Réélu pour le mandat 2020-2026 | SE        | Professeure |
| Les données manquantes sont à compléter. |          |                                               |           |             |

## Démographie
L'évolution du nombre d'habitants est connue à travers les recensements de la population effectués dans la commune depuis 1793. Pour les communes de moins de 10 000 habitants, une enquête de recensement portant sur toute la population est réalisée tous les cinq ans, les populations de référence des années intermédiaires étant quant à elles estimées par interpolation ou extrapolation. Pour la commune, le premier recensement exhaustif entrant dans le cadre du nouveau dispositif a été réalisé en 2005.

En 2022, la commune comptait 76 habitants, en évolution de +10,14 % par rapport à 2016 (Doubs : +1,88 %, France hors Mayotte : +2,11 %).
| 1793 | 1800 | 1806 | 1821 | 1831 | 1836 | 1841 | 1846 | 1851 |
| ---- | ---- | ---- | ---- | ---- | ---- | ---- | ---- | ---- |
| 203  | 170  | 122  | 143  | 123  | 171  | 159  | 171  | 163  |

| 1856 | 1861 | 1866 | 1872 | 1876 | 1881 | 1886 | 1891 | 1896 |
| ---- | ---- | ---- | ---- | ---- | ---- | ---- | ---- | ---- |
| 171  | 150  | 164  | 160  | 134  | 179  | 144  | 140  | 103  |

| 1901 | 1906 | 1911 | 1921 | 1926 | 1931 | 1936 | 1946 | 1954 |
| ---- | ---- | ---- | ---- | ---- | ---- | ---- | ---- | ---- |
| 113  | 96   | 105  | 79   | 87   | 86   | 87   | 81   | 95   |

| 1962 | 1968 | 1975 | 1982 | 1990 | 1999 | 2005 | 2006 | 2010 |
| ---- | ---- | ---- | ---- | ---- | ---- | ---- | ---- | ---- |
| 92   | 79   | 83   | 69   | 68   | 75   | 87   | 91   | 84   |

| 2015 | 2020 | 2022 | - | - | - | - | - | - |
| ---- | ---- | ---- | - | - | - | - | - | - |
| 71   | 76   | 76   | - | - | - | - | - | - |

## Culture locale et patrimoine

### Lieux et monuments
- Les ruines d'un château du XIIIe siècle, pris et démantelé lors des guerres de Bourgogne. On y distingue les vestiges du donjon carré protégeant la poterne.
- La « Source bleue », près de la source du Cusancin[22].
- L'église Notre-Dame de Cusance.
- La chapelle Saint-Ermenfroy de Cusance, surplombe la source du Cusancin[22].
- La croix de saint Ermenfroy qui se trouve dans le bois qui domine le val en limite de la commune de Lomont-sur-Crête.

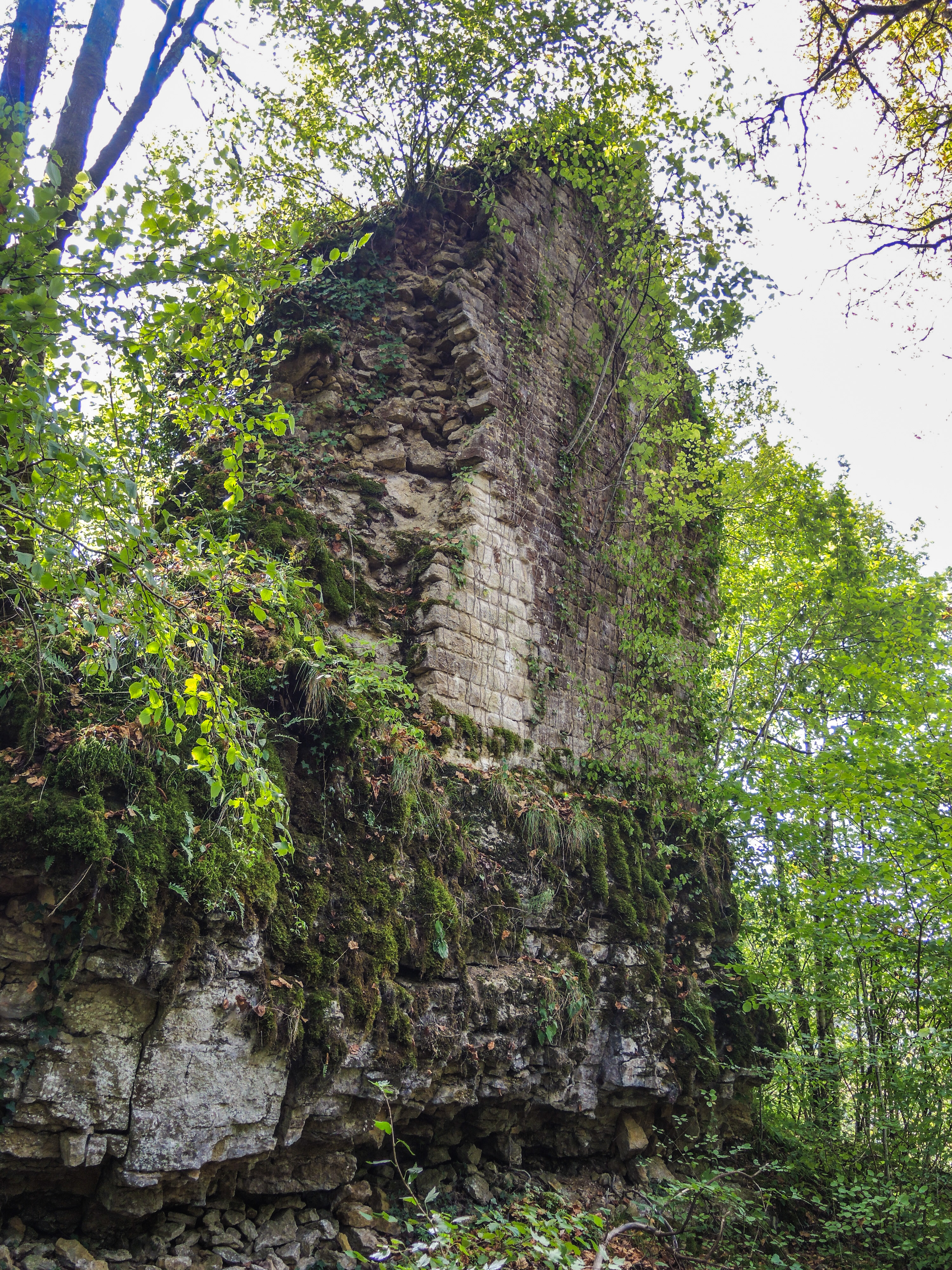
Ruines du donjon de l'ancien château.
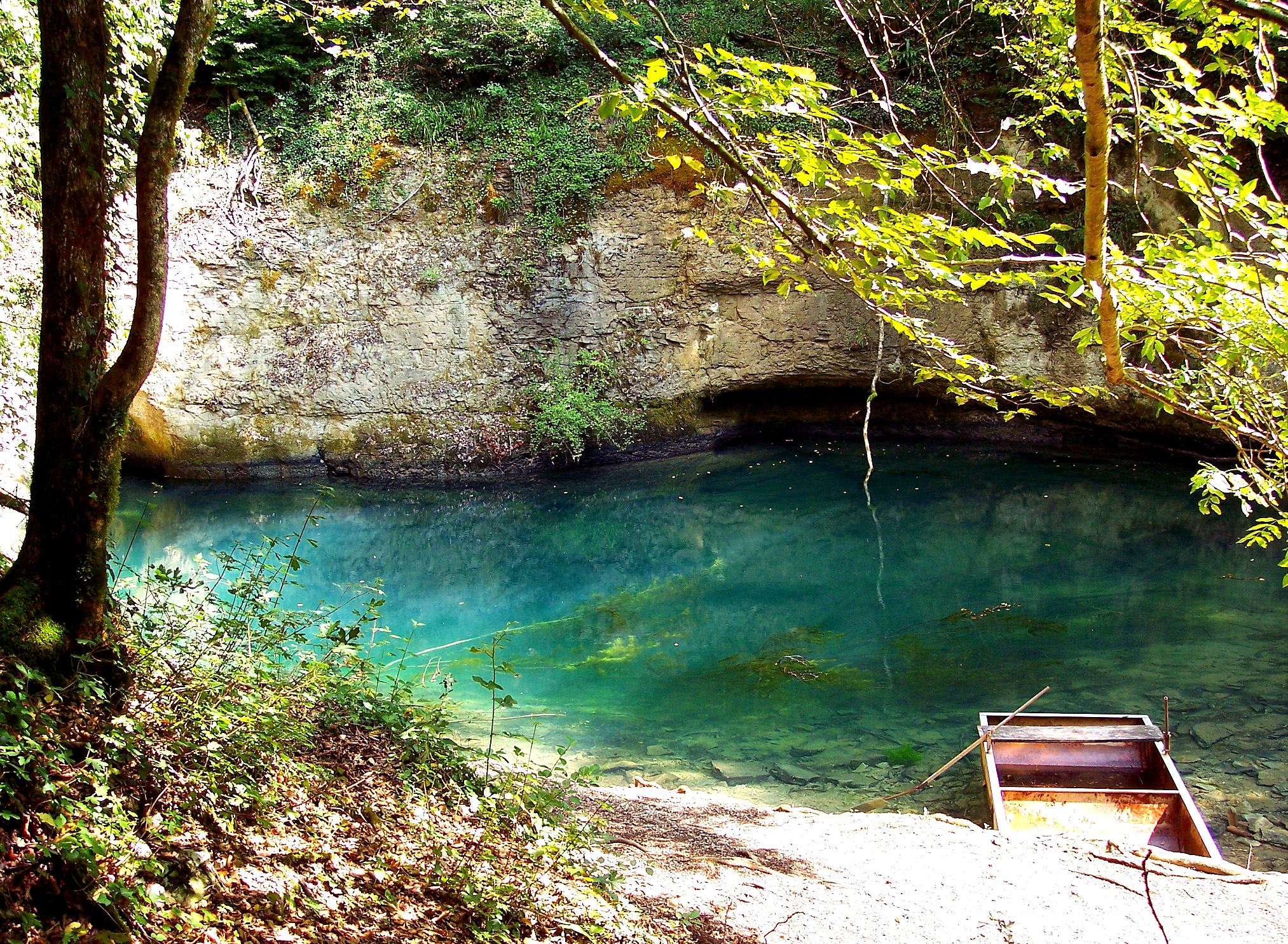
Source bleue du Cusancin.
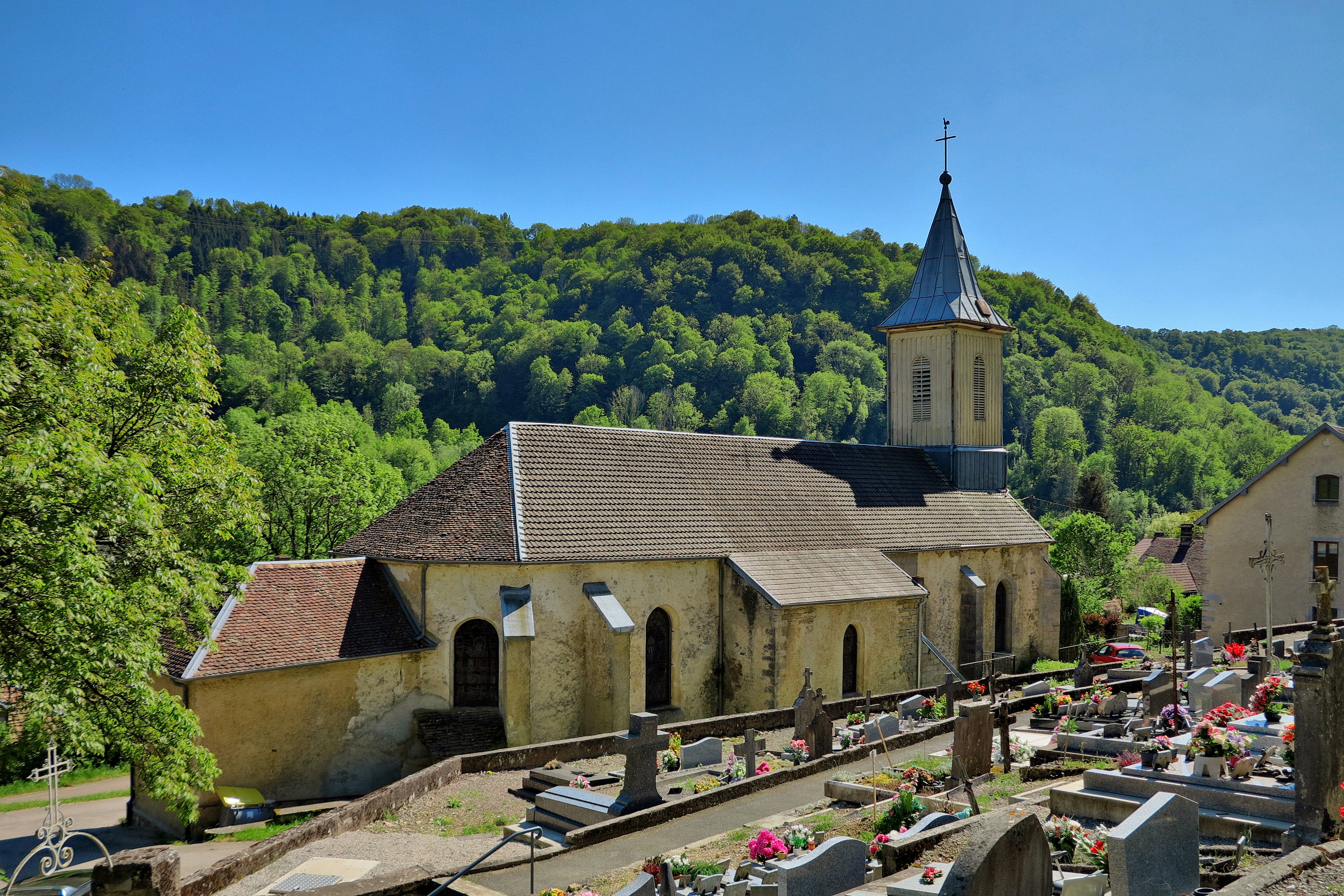
Église Notre-Dame de Cusance.
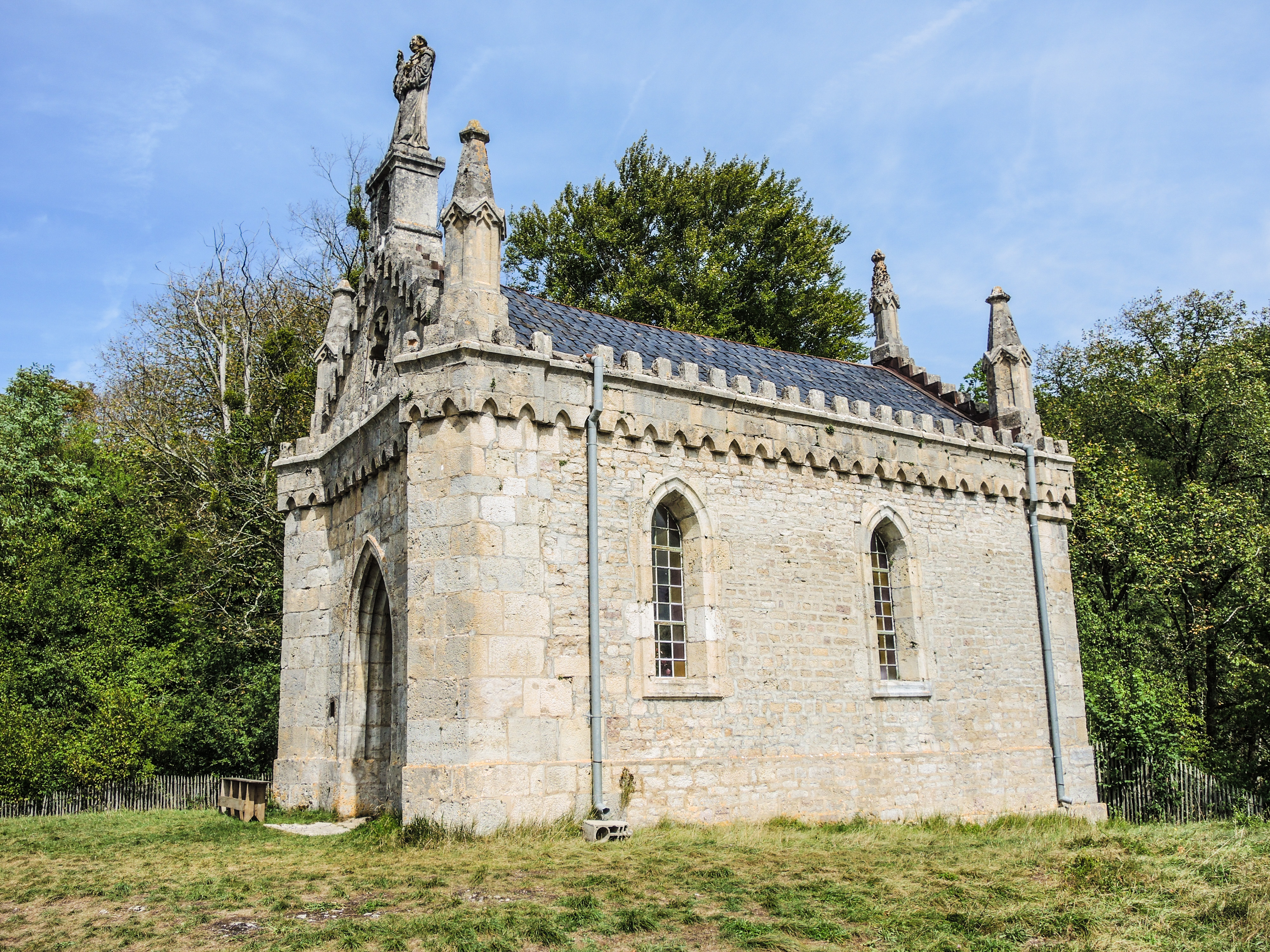
Chapelle Saint-Ermenfroy.
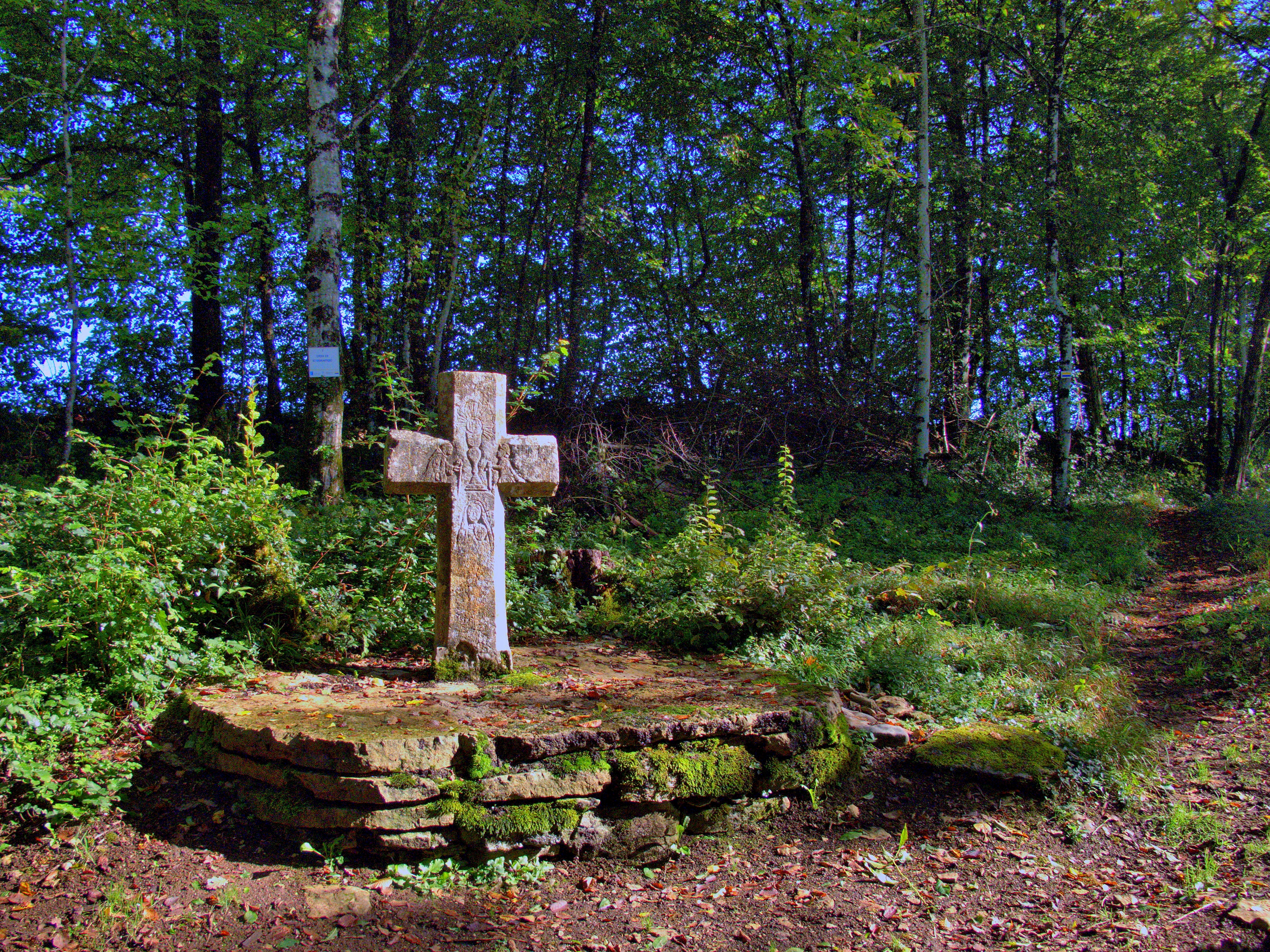
Croix de saint Ermenfroy.

### Personnalités liées à la commune
- Le physicien Claude Servais Mathias Pouillet, né à Cusance en 1790, mort à Paris en 1868.
- Le géographe Pierre Deffontaines, originaire de Bouvines et mort à Paris, y avait sa résidence secondaire où est né son fils Jean-Pierre Deffontaines.
- Jean-Pierre Deffontaines[23],[24], 1933-2006, chercheur à l'INRA et fondateur d'une nouvelle discipline, la géo-agronomie. Agronome, spécialiste du paysage, il est l'auteur de plusieurs ouvrages, dont Pays, Paysans, Paysages dans les Vosges du Sud (1977, rééd. 1995) et Sentiers d’un géoagronome, Paris, Éditions Arguments, 1998.

### Héraldique
| Blason de Cusance | Blason  | D'or à l'aigle de gueules.                                                       |
| Blason de Cusance | Détails | Armes des seigneurs de Cusance. Le statut officiel du blason reste à déterminer. |